# Шейкино (Новгородская область)
Шейкино — деревня в Старорусском районе Новгородской области России. 
Деревня расположена на правом берегу реки Белка (приток Холыньи), в километре к востоку от деревни Большие Боры.

## Население
| 2010 | 2011 | 2012 | 2013 |
| ---- | ---- | ---- | ---- |
| 16   | ↗17  | →17  | ↘13  |

На 1 января 2011 года постоянное население деревни — 17 жителей, число хозяйств — 7.

## История
C 2006 до весны 2010 года входила в ныне упразднённое Большеборское сельское поселение. С весны 2010 года относится к Великосельскому сельскому поселению.

## Транспорт
Через деревню проходит автодорога из д. Большие Боры в Дретено. Ближайшая железнодорожная станция расположена в Тулебле.